# Giro di Slovenia 2007
Il Giro di Slovenia 2007, quattordicesima edizione della corsa, si svolse dal 12 al 16 giugno su un percorso di 835 km ripartiti in 5 tappe, con partenza a Lubiana e arrivo a Novo Mesto. Fu vinto dallo sloveno Tomaž Nose della Adria Mobil davanti agli italiani Vincenzo Nibali e Andrea Noè. Successivamente Nose venne escluso dalla classifica a seguito della positività al testoviron e di una squalifica parzialmente retroattiva di 20 mesi, salvo poi ricevere dal Tribunale Arbitrale dello Sport una riduzione della squalifica di sei mesi, potendo così conservare la vittoria al Giro di Slovenia 2007.

## Tappe
| Tappa  | Data      | Percorso               | km  | Vincitore di tappa | Leader cl. generale |
| ------ | --------- | ---------------------- | --- | ------------------ | ------------------- |
| 1ª     | 12 giugno | Lubiana > Zagabria     | 182 | Danilo Napolitano  | Danilo Napolitano   |
| 2ª     | 13 giugno | Šentjernej > Lubiana   | 163 | Stefano Garzelli   | Mitja Mahorič       |
| 3ª     | 14 giugno | Medvode > Beljak       | 168 | Vincenzo Nibali    | Mitja Mahorič       |
| 4ª     | 15 giugno | Kranjska Gora > Vršic  | 160 | Vincenzo Nibali    | Tomaž Nose          |
| 5ª     | 16 giugno | Grosuplje > Novo Mesto | 162 | Enrico Rossi       | Tomaž Nose          |
| Totale | Totale    | Totale                 | 835 |                    |                     |

## Dettagli delle tappe

### 1ª tappa
- 12 giugno: Lubiana > Zagabria – 182 km

| Pos. | Corridore         | Squadra    | Tempo    |
| ---- | ----------------- | ---------- | -------- |
| 1    | Danilo Napolitano | Lampre     | 4h09'00" |
| 2    | Francesco Chicchi | Liquigas   | s.t.     |
| 3    | Gabriele Balducci | Acqua & S. | s.t.     |

| Pos. | Corridore         | Squadra   | Tempo    |
| ---- | ----------------- | --------- | -------- |
| 1    | Danilo Napolitano | Lampre    | 4h08'50" |
| 2    | Mitja Mahorič     | Perutnina | a 1"     |
| 3    | Francesco Chicchi | Liquigas  | a 4"     |

### 2ª tappa
- 13 giugno: Šentjernej > Lubiana – 163 km

| Pos. | Corridore         | Squadra    | Tempo    |
| ---- | ----------------- | ---------- | -------- |
| 1    | Stefano Garzelli  | Acqua & S. | 4h17'35" |
| 2    | Enrico Gasparotto | Liquigas   | s.t.     |
| 3    | Paolo Bossoni     | Lampre     | s.t.     |

| Pos. | Corridore         | Squadra    | Tempo    |
| ---- | ----------------- | ---------- | -------- |
| 1    | Mitja Mahorič     | Perutnina  | 8h26'23" |
| 2    | Stefano Garzelli  | Acqua & S. | a 2"     |
| 3    | Enrico Gasparotto | Liquigas   | a 6"     |

### 3ª tappa
- 14 giugno: Medvode > Beljak – 168 km

| Pos. | Corridore           | Squadra  | Tempo    |
| ---- | ------------------- | -------- | -------- |
| 1    | Vincenzo Nibali     | Liquigas | 4h21'36" |
| 2    | Enrico Gasparotto   | Liquigas | a 14"    |
| 3    | Daniele Pietropolli | Tenax    | s.t.     |

| Pos. | Corridore         | Squadra    | Tempo     |
| ---- | ----------------- | ---------- | --------- |
| 1    | Mitja Mahorič     | Perutnina  | 12h48'12" |
| 2    | Enrico Gasparotto | Liquigas   | a 1"      |
| 3    | Stefano Garzelli  | Acqua & S. | a 3"      |

### 4ª tappa
- 15 giugno: Kranjska Gora > Vršic – 160 km

| Pos. | Corridore       | Squadra     | Tempo    |
| ---- | --------------- | ----------- | -------- |
| 1    | Vincenzo Nibali | Liquigas    | 4h14'45" |
| 2    | Tomaž Nose      | Adria Mobil | a 2"     |
| 3    | Simon Špilak    | Adria Mobil | a 59"    |

| Pos. | Corridore       | Squadra     | Tempo     |
| ---- | --------------- | ----------- | --------- |
| 1    | Tomaž Nose      | Adria Mobil | 17h03'06" |
| 2    | Vincenzo Nibali | Liquigas    | a 39"     |
| 3    | Andrea Noè      | Liquigas    | a 1'13"   |

### 5ª tappa
- 16 giugno: Grosuplje > Novo Mesto – 162 km

| Pos. | Corridore       | Squadra   | Tempo    |
| ---- | --------------- | --------- | -------- |
| 1    | Enrico Rossi    | OTC Doors | 3h59'04" |
| 2    | Borut Božič     | LPR       | s.t.     |
| 3    | Samuele Marzoli | LPR       | s.t.     |

| Pos. | Corridore       | Squadra     | Tempo     |
| ---- | --------------- | ----------- | --------- |
| 1    | Tomaž Nose      | Adria Mobil | 21h02'10" |
| 2    | Vincenzo Nibali | Liquigas    | a 39"     |
| 3    | Andrea Noè      | Liquigas    | a 1'13"   |

## Classifiche finali

### Classifica generale
| Pos. | Corridore           | Squadra     | Tempo     |
| ---- | ------------------- | ----------- | --------- |
| 1    | Tomaž Nose          | Adria Mobil | 21h02'10" |
| 2    | Vincenzo Nibali     | Liquigas    | a 39"     |
| 3    | Andrea Noè          | Liquigas    | a 1'13"   |
| 4    | Simon Špilak        | Adria Mobil | a 1'24"   |
| 5    | Giampaolo Caruso    | Lampre      | a 1'38"   |
| 6    | Matija Kvasina      | Perutnina   | a 1'46"   |
| 7    | Massimiliano Maisto | OTC Doors   | a 2'09"   |
| 8    | Jure Golčer         | Tenax       | a 2'59"   |
| 9    | Mitja Mahorič       | Perutnina   | a 3'12"   |
| 10   | Pasquale Muto       | Miche       | a 3'31"   |